# Miłocice (gromada w powiecie miasteckim)
Miłocice – dawna gromada, czyli najmniejsza jednostka podziału terytorialnego Polskiej Rzeczypospolitej Ludowej w latach 1954–1972.
Gromady, z gromadzkimi radami narodowymi (GRN) jako organami władzy najniższego stopnia na wsi, funkcjonowały od reformy reorganizującej administrację wiejską przeprowadzonej jesienią 1954 do momentu ich zniesienia z dniem 1 stycznia 1973, tym samym wypierając organizację gminną w latach 1954–1972.
Gromadę Miłocice z siedzibą GRN w Miłocicach utworzono – jako jedną z 8759 gromad na obszarze Polski – w powiecie miasteckim w woj. koszalińskim na mocy uchwały nr 43/54 WRN w Koszalinie z dnia 5 października 1954. W skład jednostki weszły obszary dotychczasowych gromad: Miłocice, Kamnica, Przeradz, Słosinko, Wołcza Wielka i Wołcza Mała ze zniesionej gminy Wołcza Wielka w tymże powiecie. Dla gromady ustalono 16 członków gromadzkiej rady narodowej.
1 stycznia 1958 do gromady Miłocice włączono wieś Kołtki ze zniesionej gromady Sępolno Wielkie w tymże powiecie.
31 grudnia 1959 z gromady Miłocice wyłączono wieś Kołtki, włączając ją do gromady Biały Bór w tymże powiecie.
Gromadę zniesiono 31 grudnia 1961, a jej obszar włączono do nowo utworzonej gromady Miastko w tymże powiecie.